# Dniprovskokamjanský rajón
Dniprovskokamjanský rajón (ukrajinsky Кам'янсько-Дніпровський район) byl rajón v Záporožské oblasti na Ukrajině. Hlavním městem byla Kamjanka-Dniprovska a rajón měl přibližně 38 tisíc obyvatel. 

## Sídla v rajónu
- Kamjanka-Dniprovska